# Spartiniphaga panatela
Spartiniphaga panatela är en fjärilsart som beskrevs av Smith 1904. Spartiniphaga panatela ingår i släktet Spartiniphaga och familjen nattflyn. Inga underarter finns listade i Catalogue of Life.